# Копыркин, Анатолий Степанович
Анатолий Степанович Копыркин (род. 15 июня 1954, село Берёзовка, Артинский район, Свердловская область) — Заслуженный военный лётчик Российской Федерации, Герой Российской Федерации.

## Биография
В 1975 году окончил Балашовское высшее военное авиационное училище лётчиков.
С 13 ноября 1987 по 12 октября 1995 года — командир эскадрильи 110-го военно-транспортного авиационного полка (п. Кречевицы Новгородской области).
В 1997 году окончил Военно-воздушную академию им. Ю. А. Гагарина. С декабря 2002 года — старший инспектор-летчик 61-й Воздушной армии Верховного Главнокомандования (Военно-транспортная авиация).
Лётчик-снайпер. Налёт составил 5600 часов, освоил 4 типа самолётов.
С 2008 года (после увольнения из Вооружённых Сил) — старший государственный инспектор отдела надзора за соблюдением лётных стандартов и сертификацией эксплуатантов воздушного транспорта Управления Государственного надзора за деятельностью в гражданской авиации Федеральной службы по надзору в сфере транспорта Российской Федерации (Ространснадзор).

### Подвиг
28 августа 1992 года три военно-транспортных самолёта Ил-76МД (командиры экипажей — полковник Е. А. Зеленов, старший группы; подполковник А. С. Копыркин; майор С. И. Мельников) вылетели в Кабул для эвакуации сотрудников российского посольства и иностранных миссий в Афганистане. В Кабуле, уже после посадки первого Ил-76, аэродром подвергся массированному ракетному обстрелу.
Когда самолёт полковника Е. А. Зеленова, взяв на борт людей и груз, набирал высоту, Ил-76 майора С. И. Мельникова был подожжён реактивным снарядом. Подполковник А. С. Копыркин прекратил взлёт, вернулся к горящему самолёту и без выключения двигателей принял на борт его экипаж и несколько десятков пассажиров. Затем он сумел благополучно взлететь, выполнить полёт и совершить посадку в Кокайдах (Узбекистан), несмотря на перегруз самолёта и повреждение почти всех колёс.
За мужество и героизм, проявленные при выполнении специального задания по эвакуации российских граждан и сотрудников иностранных миссий из Кабула, Указом Президента РФ от 15 января 1993 года подполковнику А. С. Копыркину присвоено звание «Герой Российской Федерации».